# Palazzo d'Accursio
Het Palazzo d'Accursio of Palazzo Communale is een gebouw aan het Piazza Maggiore in Bologna, en de zetel van het stadsbestuur. Het paleis herbergt ook een kunstcollectie, met schilderijen uit de middeleeuwen tot de 19e eeuw, en de Biblioteca Salaborsa, de stadsbibliotheek.

## Geschiedenis
Het paleis is in werkelijkheid een aaneenschakeling van gebouwen, waarvan het oudste deel oorspronkelijk werd gebouwd als residentie van de jurist Accursius. In de loop der tijd werd het uitgebreid, en werden aangrenzende panden opgenomen om stadskantoren te huisvesten. In 1336 werd het de zetel van de Anziani ('Ouderen'), de hoogste magistraten van de stad, en daarmee de zetel van het stadsbestuur. In de 15e eeuw werd het vernieuwd volgens het ontwerp van de architect Fioravante Fioravanti, die de klokkentoren (Torre d'Accursio) toevoegde. De astronomische klok in de toren werd geïnstalleerd door Gaspare Nadi. Een volgende verbouwing vond plaats in de 16e eeuw, nadat de familie Bentivoglio haar macht in Bologna verloren had. Aan het einde van de 16e eeuw werd de dubbele trap die toegang geeft tot het interieur, toegeschreven aan Donato Bramante, voltooid.
In 1568 werd, op initiatief van Ulisse Aldrovandi, de eerste botanische tuin van Bologna gesticht binnen de muren van het paleis, op de plek waar later, tussen 1883 en 1886, de Sala Borsa werd gebouwd (voor de in 1861 opgerichte beurs van Bologna, die tot dan toe in de open lucht plaatshad).
Op 21 november 1920, in een periode van onrust in Italië, veroorzaakt door de opkomst van de Italiaanse Socialistische Partij in de nasleep van het einde van de Eerste Wereldoorlog, en de aanvankelijke gewelddadigheden van de Italiaanse Fascistische Partij, vielen voor het paleis 10 doden en 58 gewonden terwijl binnen de openingszitting van de gemeenteraad onder de nieuw gekozen socialistische burgemeester Enio Gnudi plaatshad. Het plein voor het paleis was vol feestende burgers toen het door fascisten werd bestormd. Ze vuurden op de overwegend socialistische feestvierders. Sommigen daarvan werden door de fascisten gedood, anderen door socialisten zelf, die vanuit de ramen van het paleis per ongeluk handgranaten naar hun kameraden gooiden. Toen het nieuws over het bloedbad op het plein de bijeenkomst bereikte, schoten socialistische politici een lid van de liberale partij die ook deelnam aan de raad, dood, waarbij ook anderen gewond raakten.

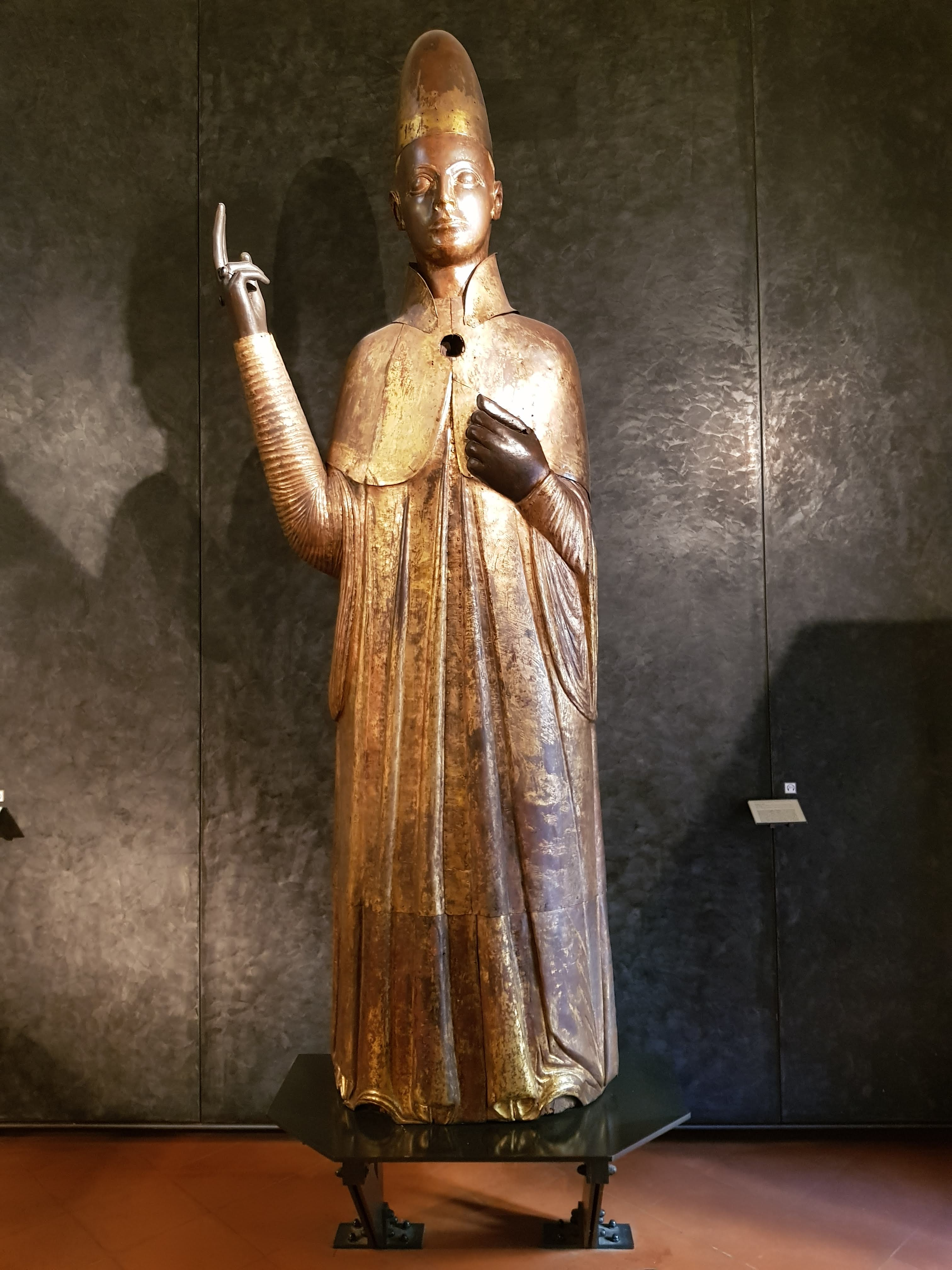
Het beeld in hout en verguld koper van Bonifatius VIII, door Manno di Bandino, nu in het Museo civico medievale in Bologna

## Kunst en architectuur
In de voorgevel bevindt zich in het bovenste gedeelte de Madonna di Piazza con Bambino (Madonna van het plein met kind), een terracotta van Niccolò dell'Arca (1478). Boven de grote poort, in het midden van de zestiende eeuw toegevoegd door Galeazzo Alessi, troont een groot bronzen beeld van de Bolognese paus Gregorius XIII, vervaardigd door Alessandro Menganti (1580). Een standbeeld in hout en verguld koper van paus Bonifatius VIII, uit de veertiende eeuw, van de hand van Manno di Bandino, dat ook ooit hier stond, bevindt zich nu in het Middeleeuws Museum (Museo civico medievale) van Bologna.
Binnenin het paleis zijn herinneringen aan de historische en politieke gebeurtenissen van de stad Bologna bewaard gebleven. Eeuwenlang was in het Palazzo d'Accursio, destijds Palazzo Pubblico geheten, de strafrechtbank van de Torrone (tribunale criminale del Torrone) gevestigd, die ook dienst deed als stadsgevangenis. De rechtbank dankte zijn naam aan de aanwezigheid van de imposante toren die nog steeds een blikvanger van het Palazzo d'Accursio is.
De zaal van de gemeenteraad (Sala del consiglio), op de eerste verdieping, waar vroeger de Bolognese senaat bijeenkwam, heeft een plafond met fresco's in barokke stijl van de hand van Angelo Michele Colonna en Gioacchino Pizzoli (1675–1677). Het plafond toont de volgende scènes:
- Minerva
- Mars
- Cybele
- Bacchus, Pomona en Ceres

De Farnese-zaal, op de tweede verdieping, werd in 1665 herbouwd in opdracht van kardinaal Girolamo Farnese (1599–1668): hij werd daarvoor de 'Koninklijke Zaal' genoemd, aangezien Karel V hier in 1530 tot koning van Italië was gekroond met de IJzeren Kroon (de keizerlijke kroning vond echter plaats in de Sint-Petroniusbasiliek). De zaal werd beschilderd met verhalen over de stad van de middeleeuwen tot de 17e eeuw, door leerlingen van Francesco Albani. De kapel heeft fresco's uit 1562 van Prospero Fontana.
Tot 2012 was het paleis de zetel van het Museum Morandi waarvan de werken waren geschonken door de familie van de schilder Giorgio Morandi; nu is dat museum gehuisvest in het Museo d'arte moderna di Bologna (Mambo).

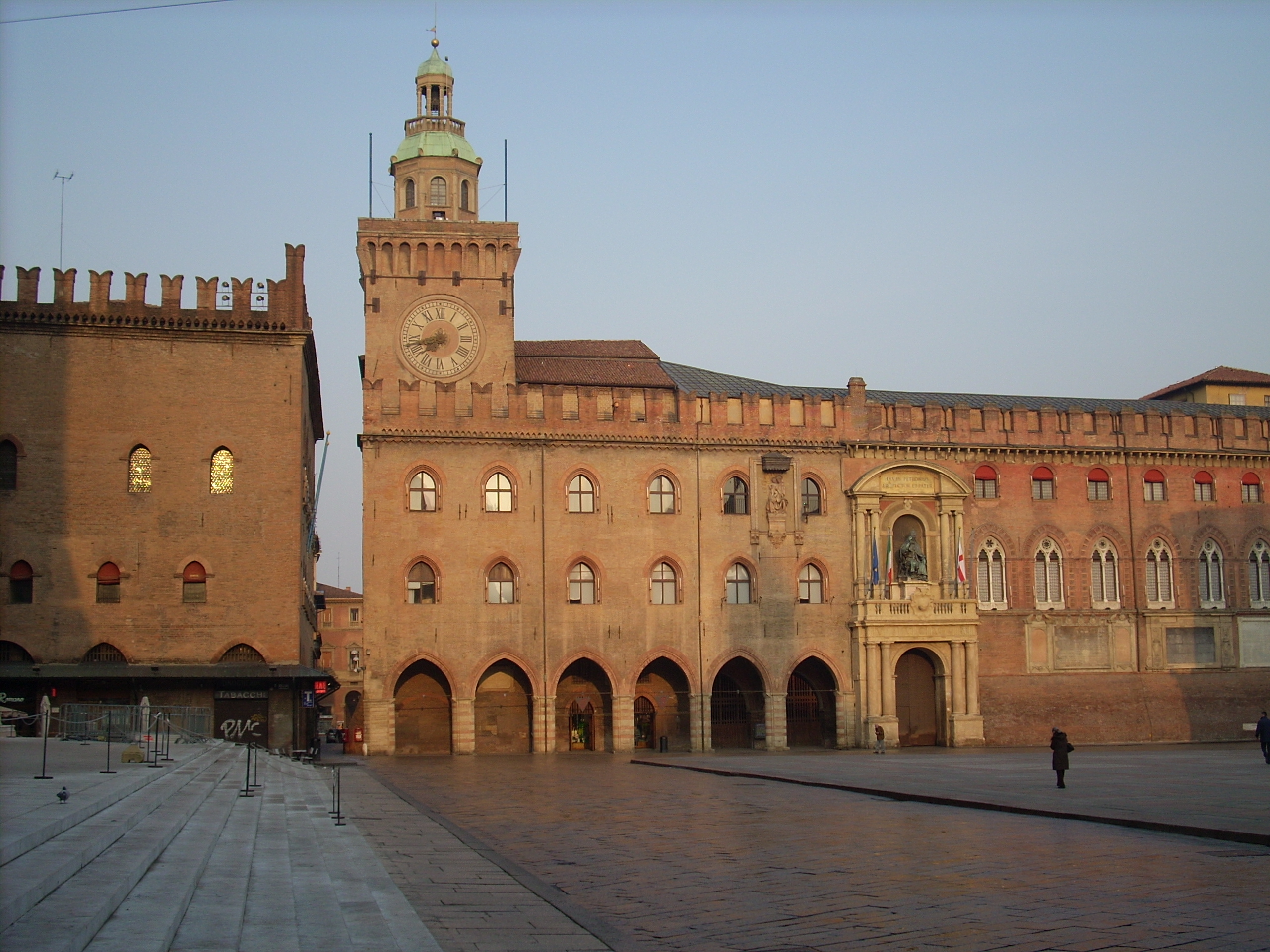
Voorgevel aan het Piazza Maggiore
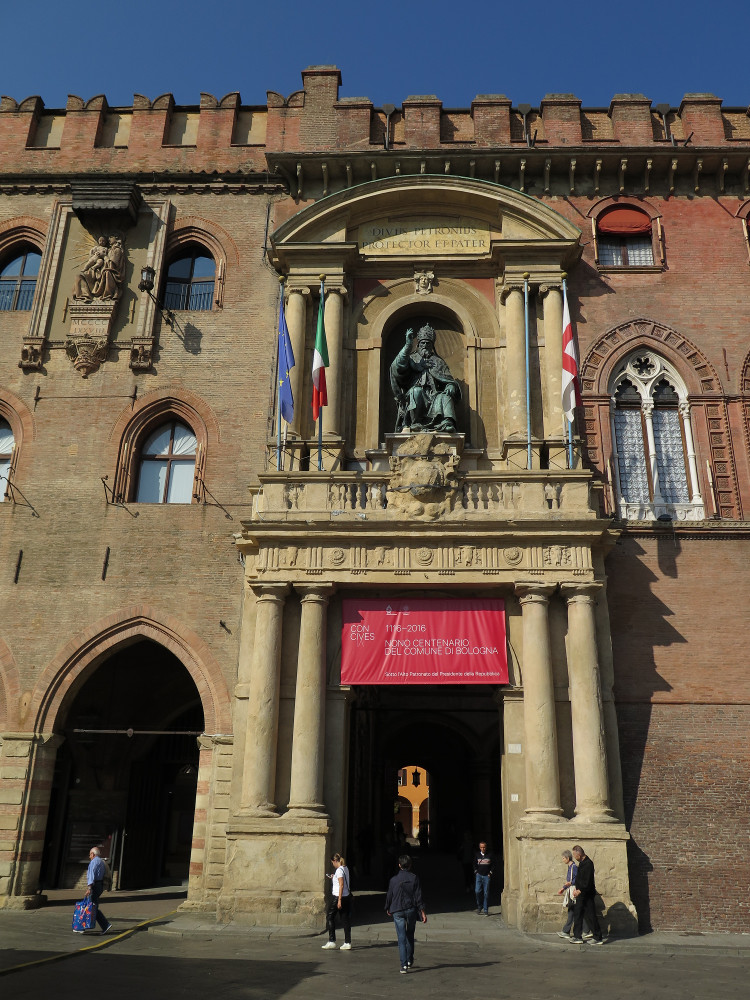
Poort, met linksboven de madonna met kind
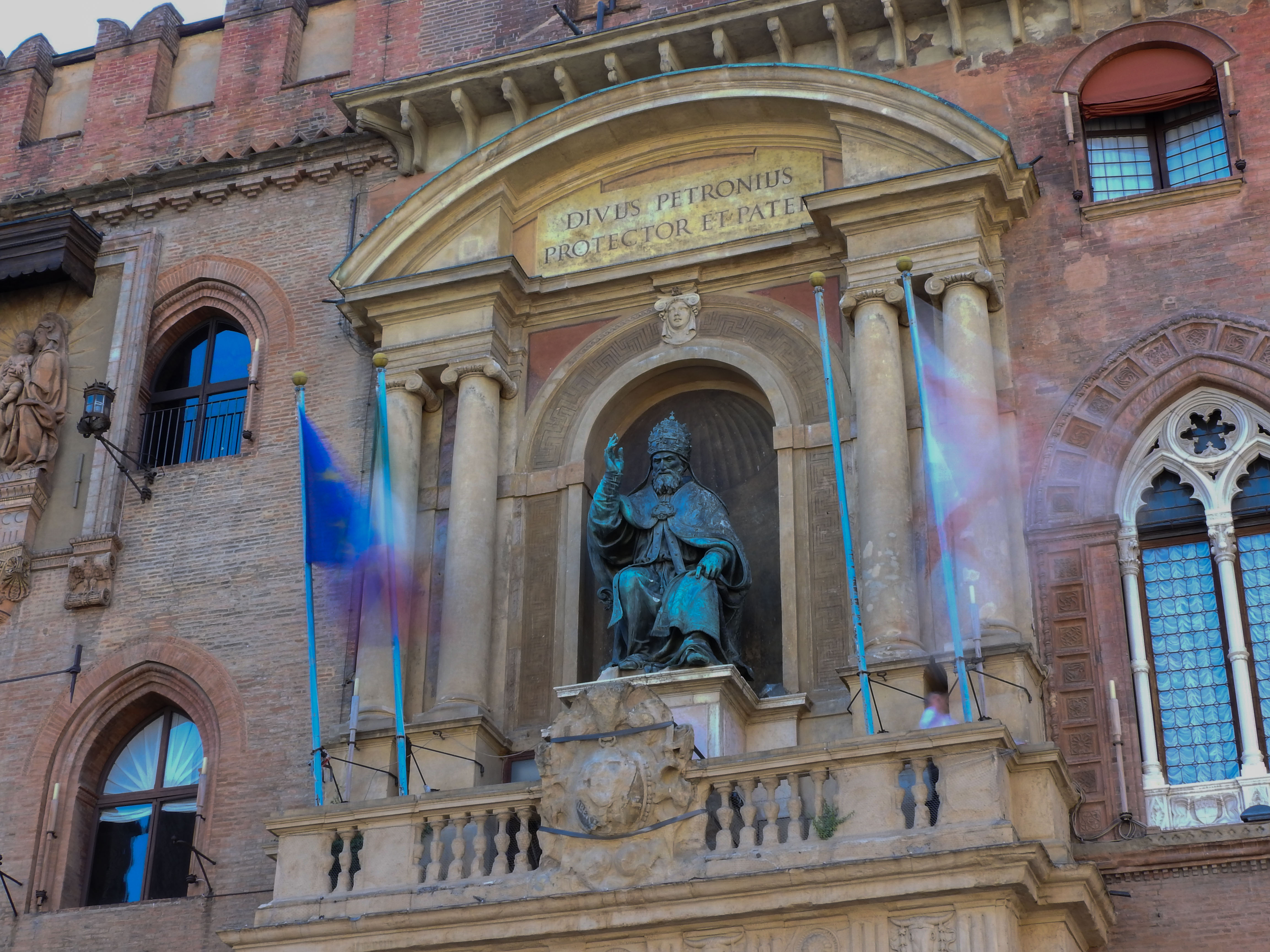
Paus Gregorius XIII, tronend boven de poort
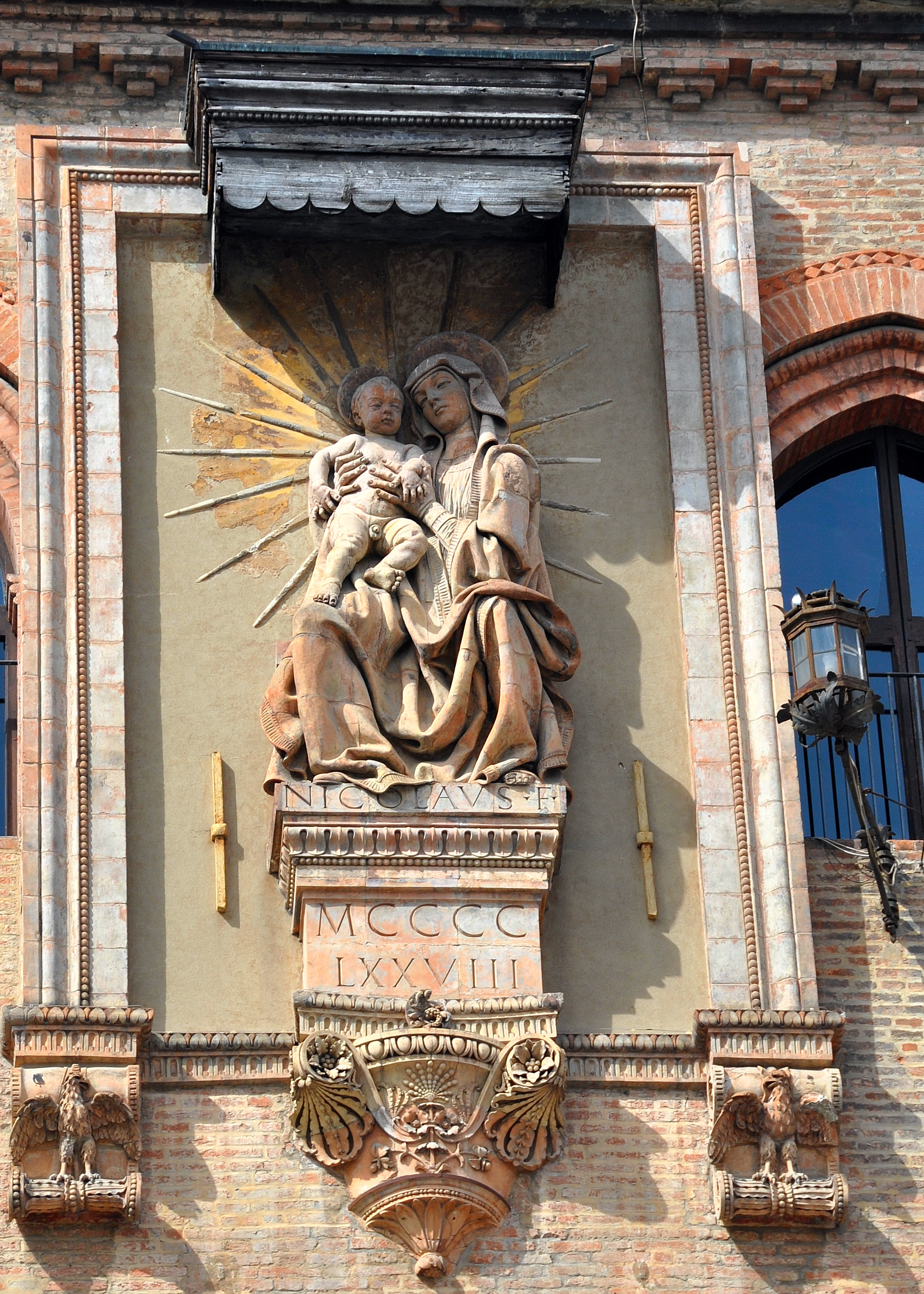
Madonna di Piazza con Bambino
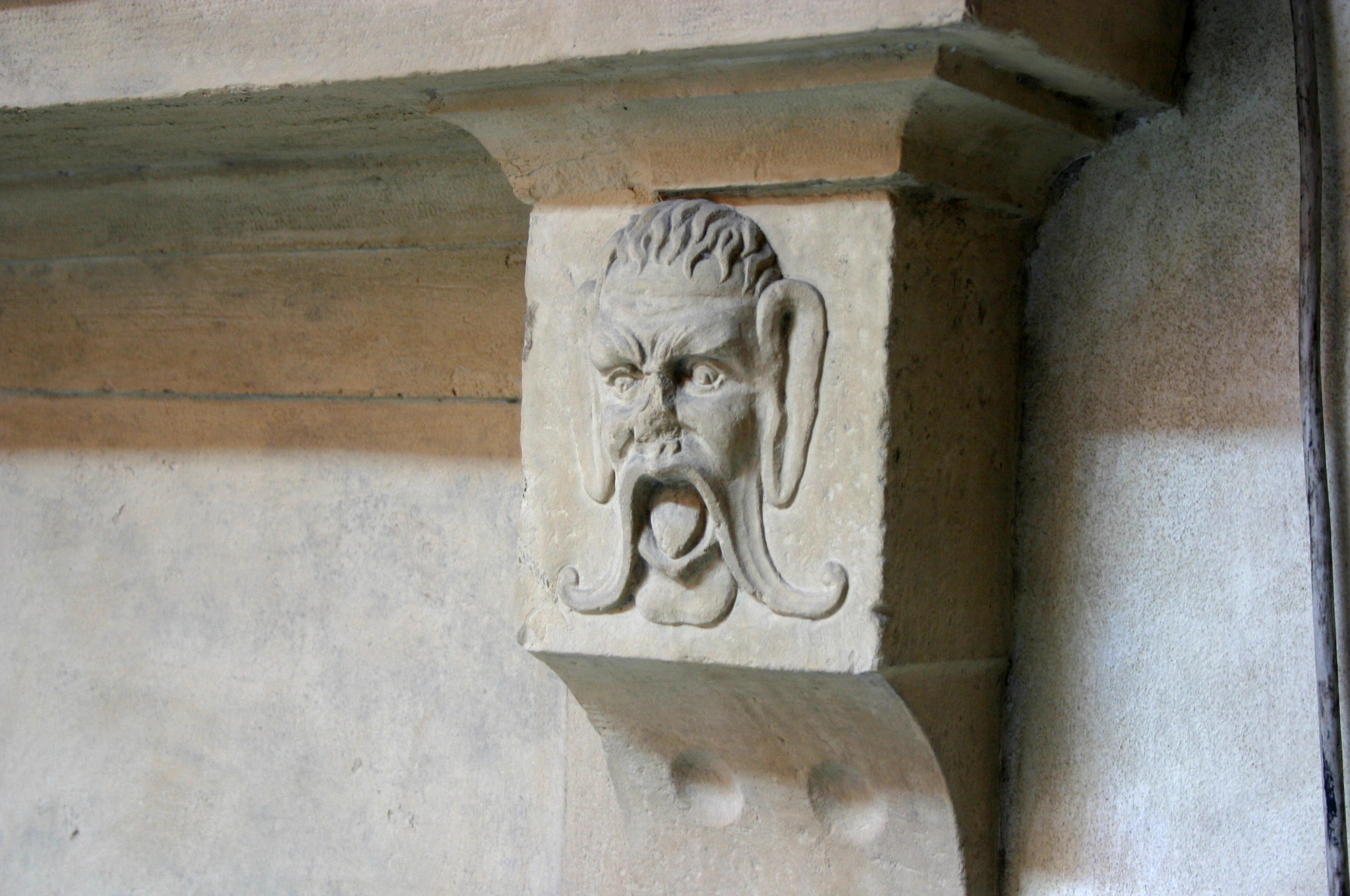
Maniëristische mascaron op de binnenplaats
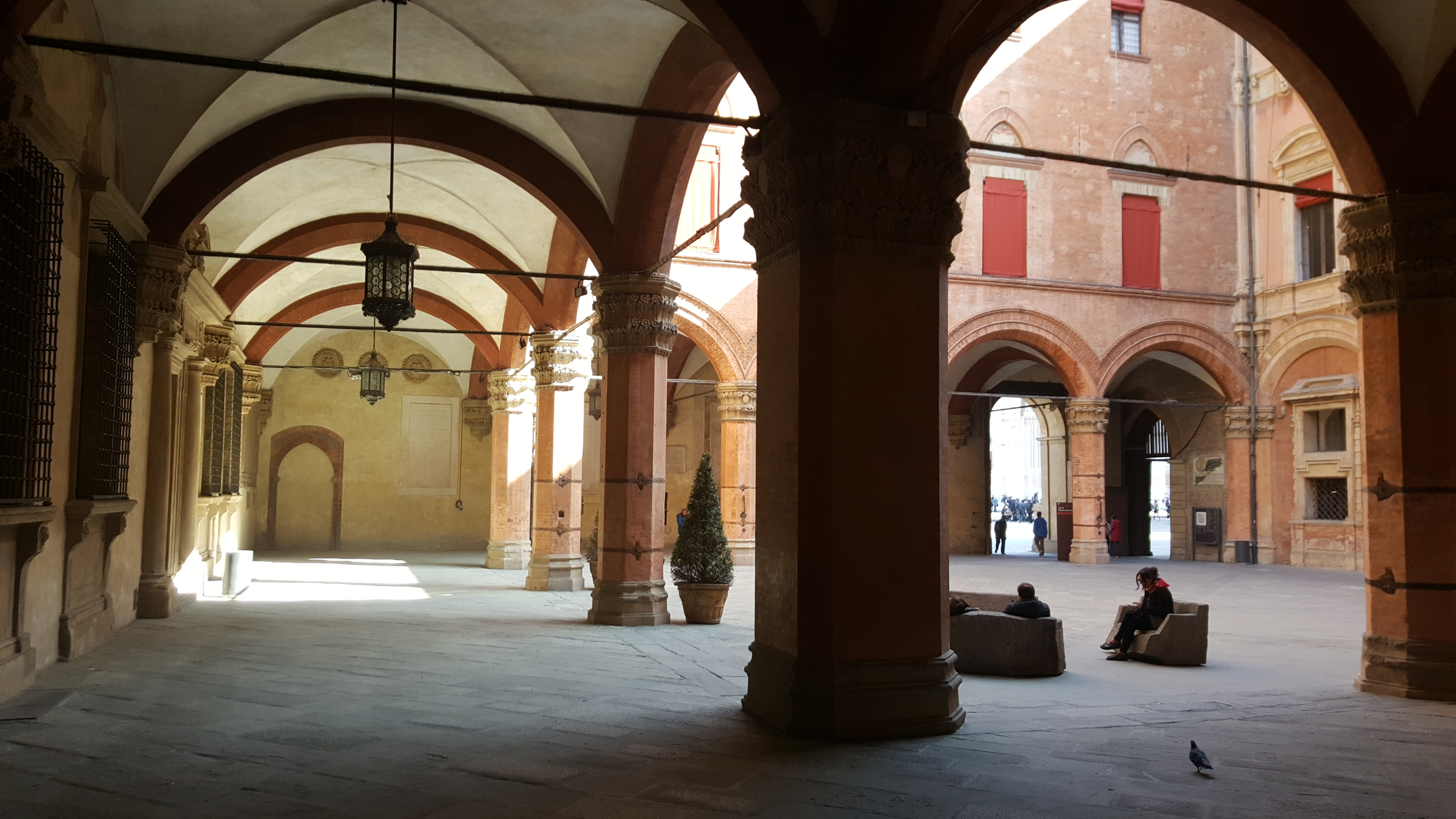
Binnenplaats
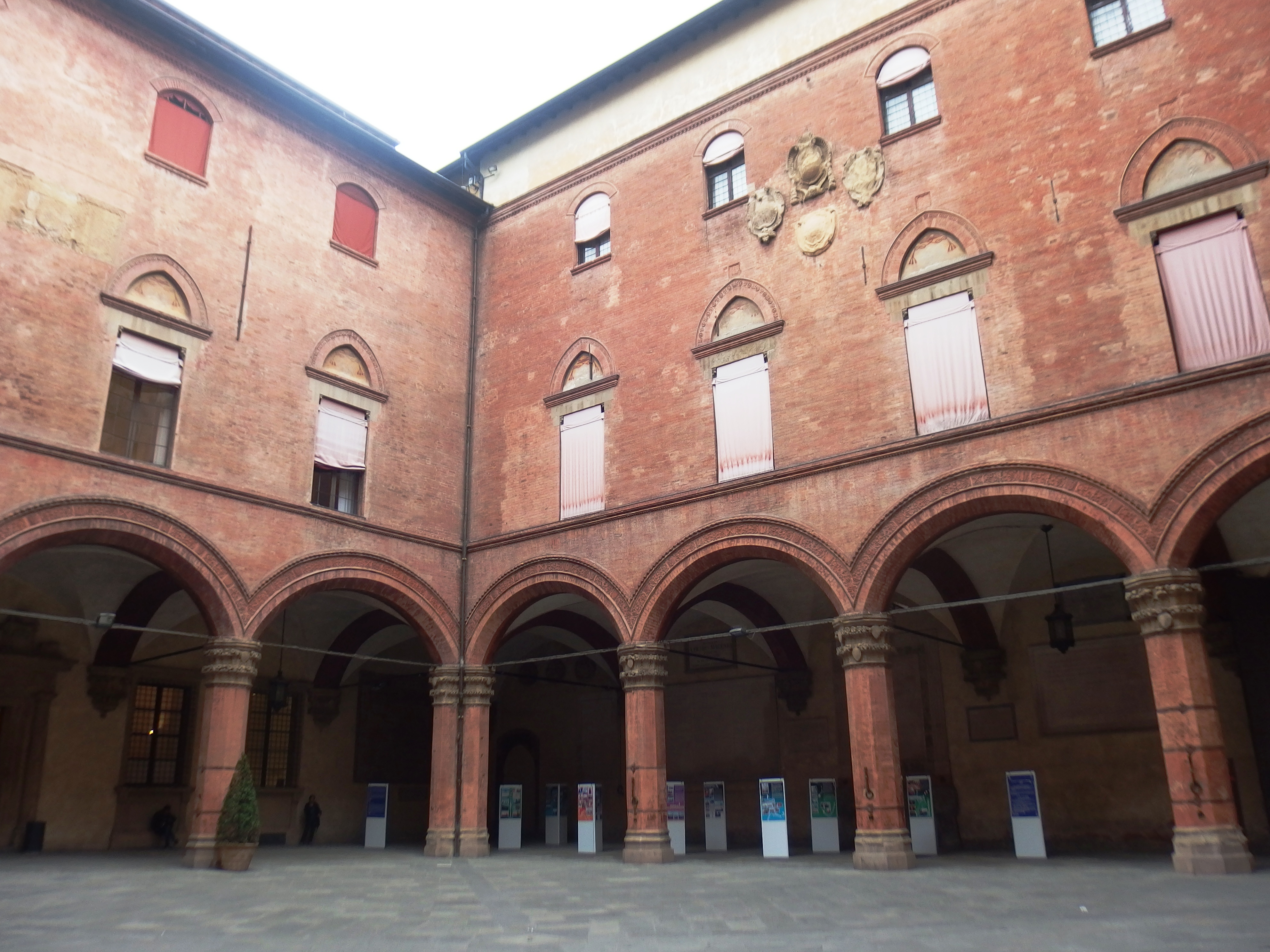
Binnenplaats
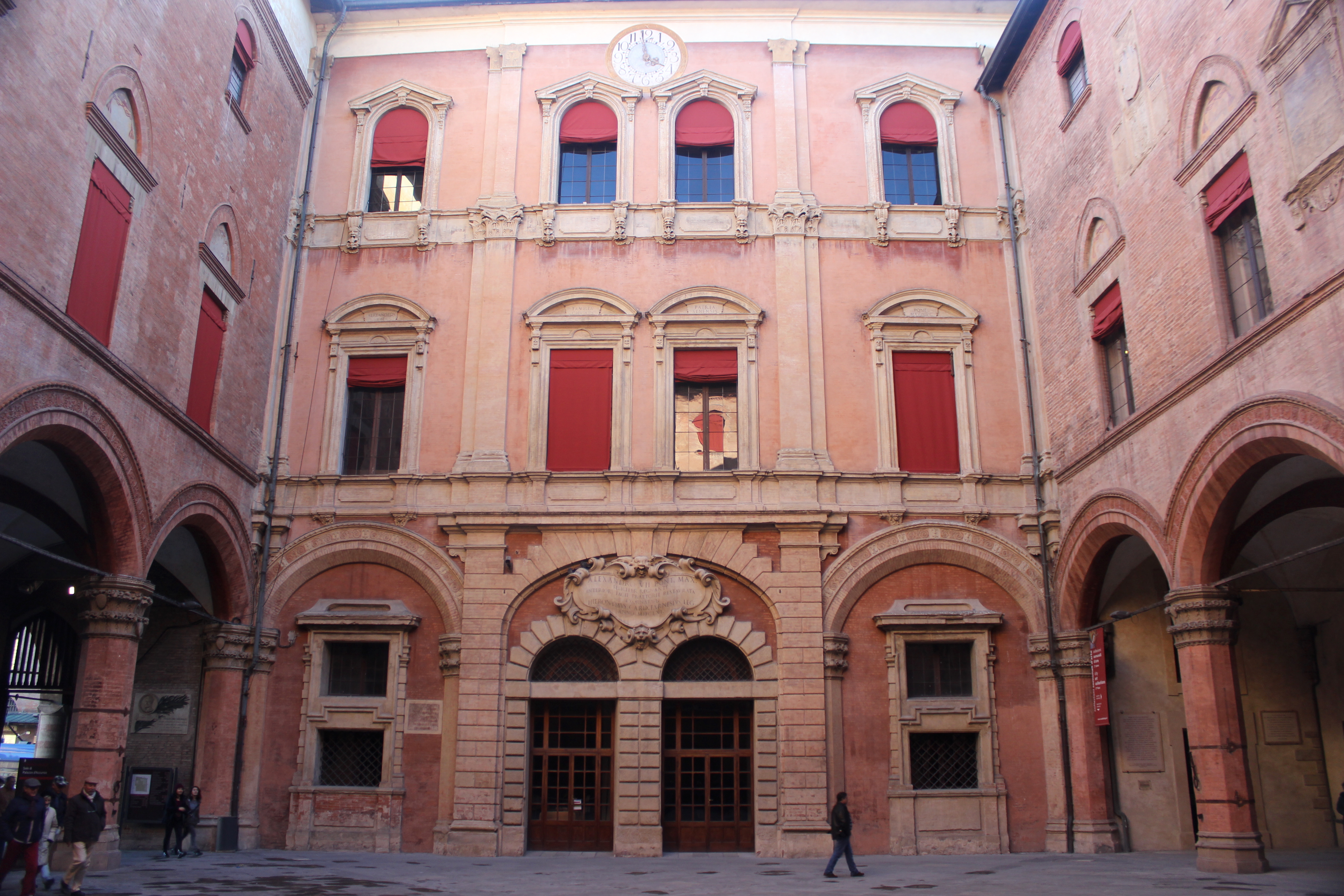
Binnenplaats
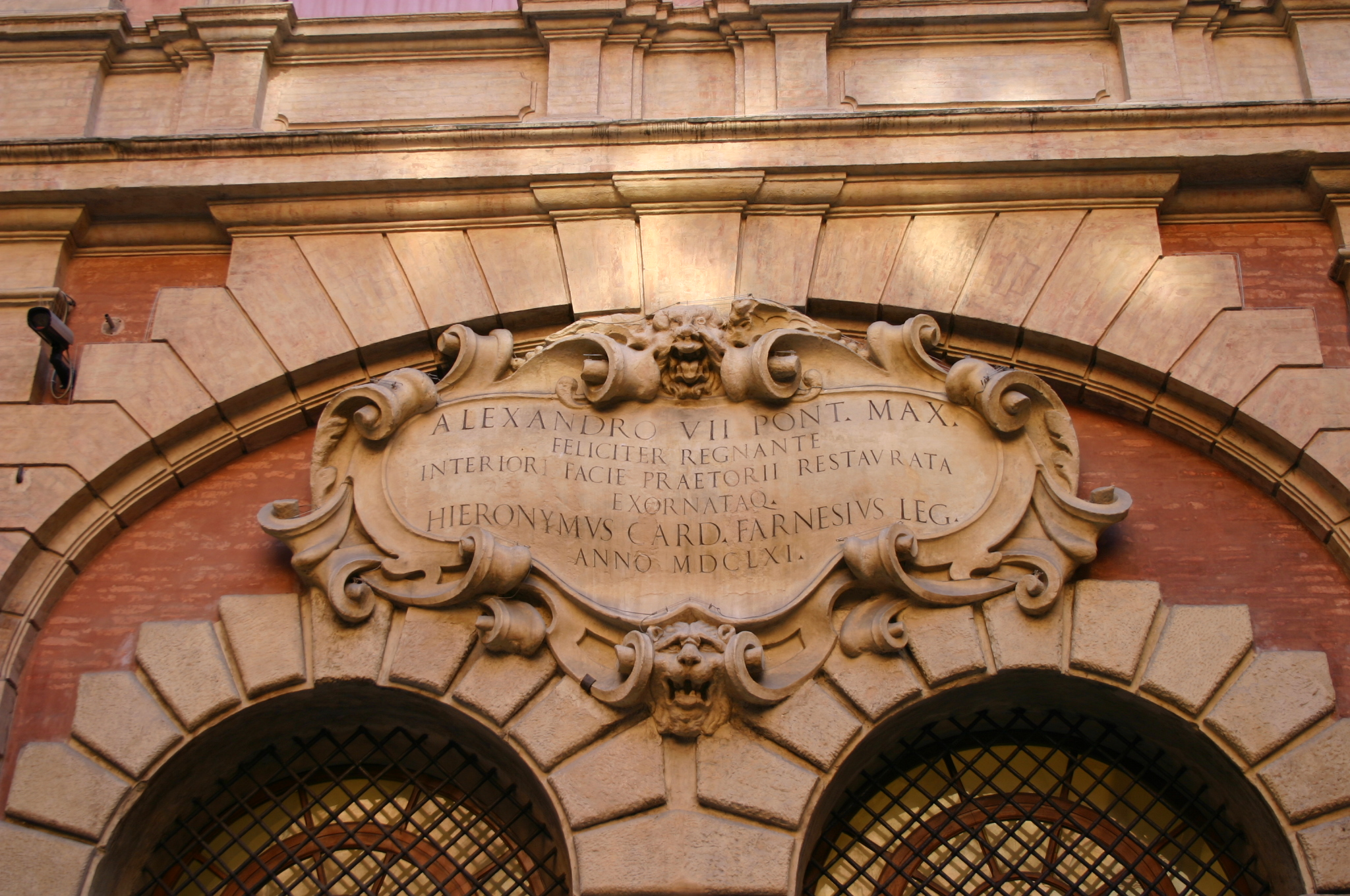
Latijnse inscriptie op de binnenplaats die paus Alexander VII herdenkt, aangebracht in 1661 in opdracht van Girolamo Farnese
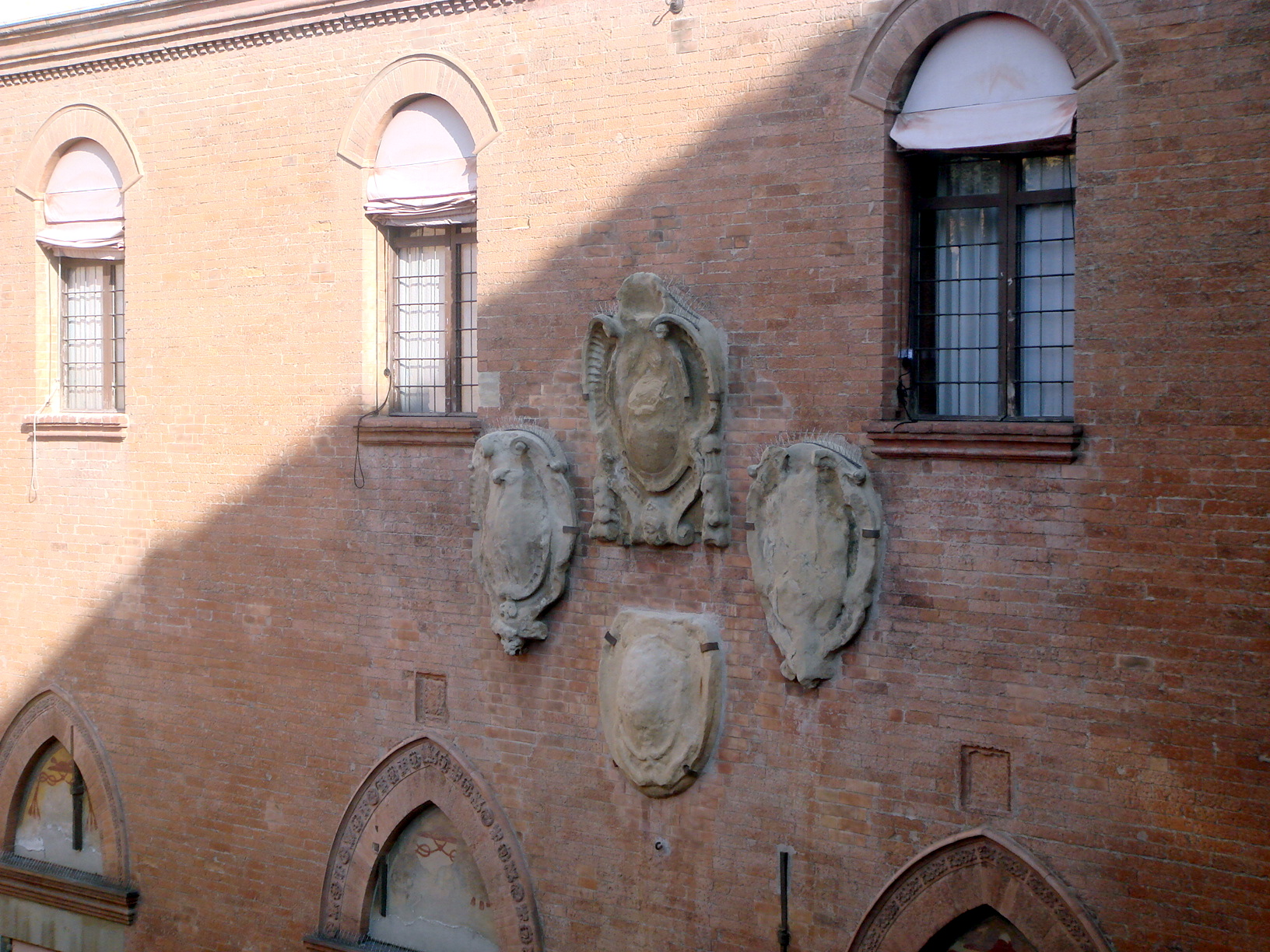
Verweerde reliëfs van wapenschilden op de binnenplaats
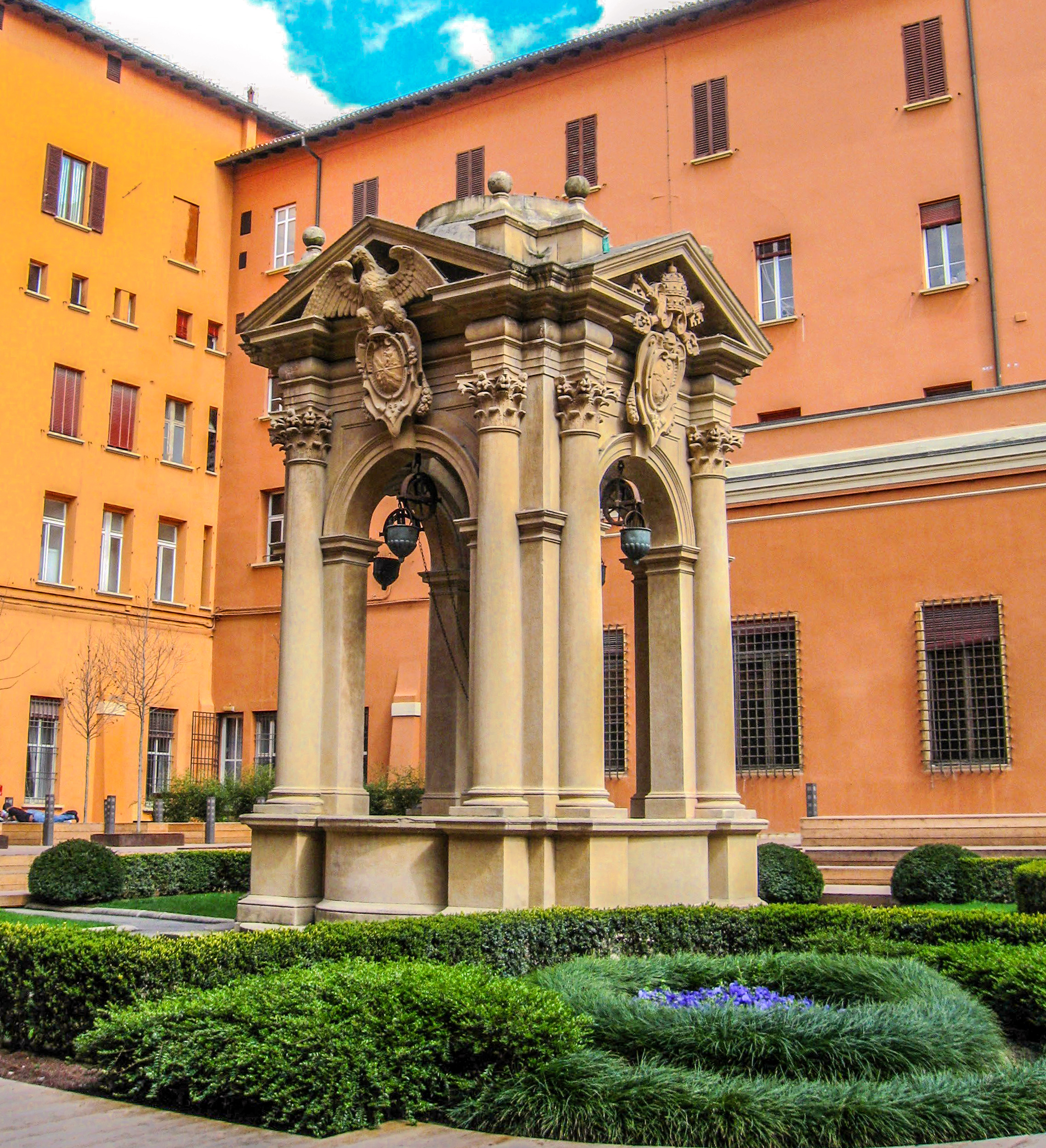
Wensput, op de tweede, grote binnenplaats
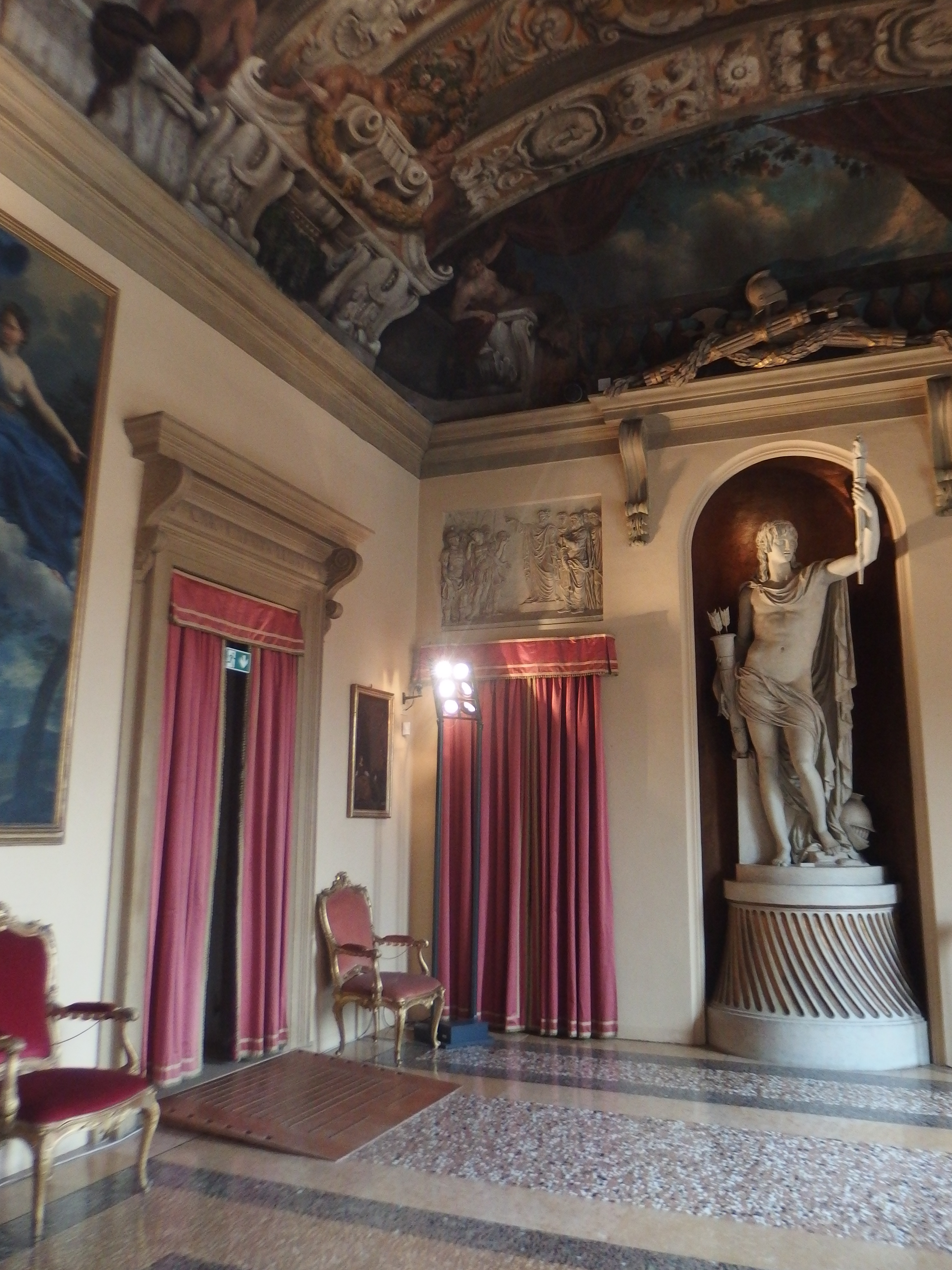
Interieur
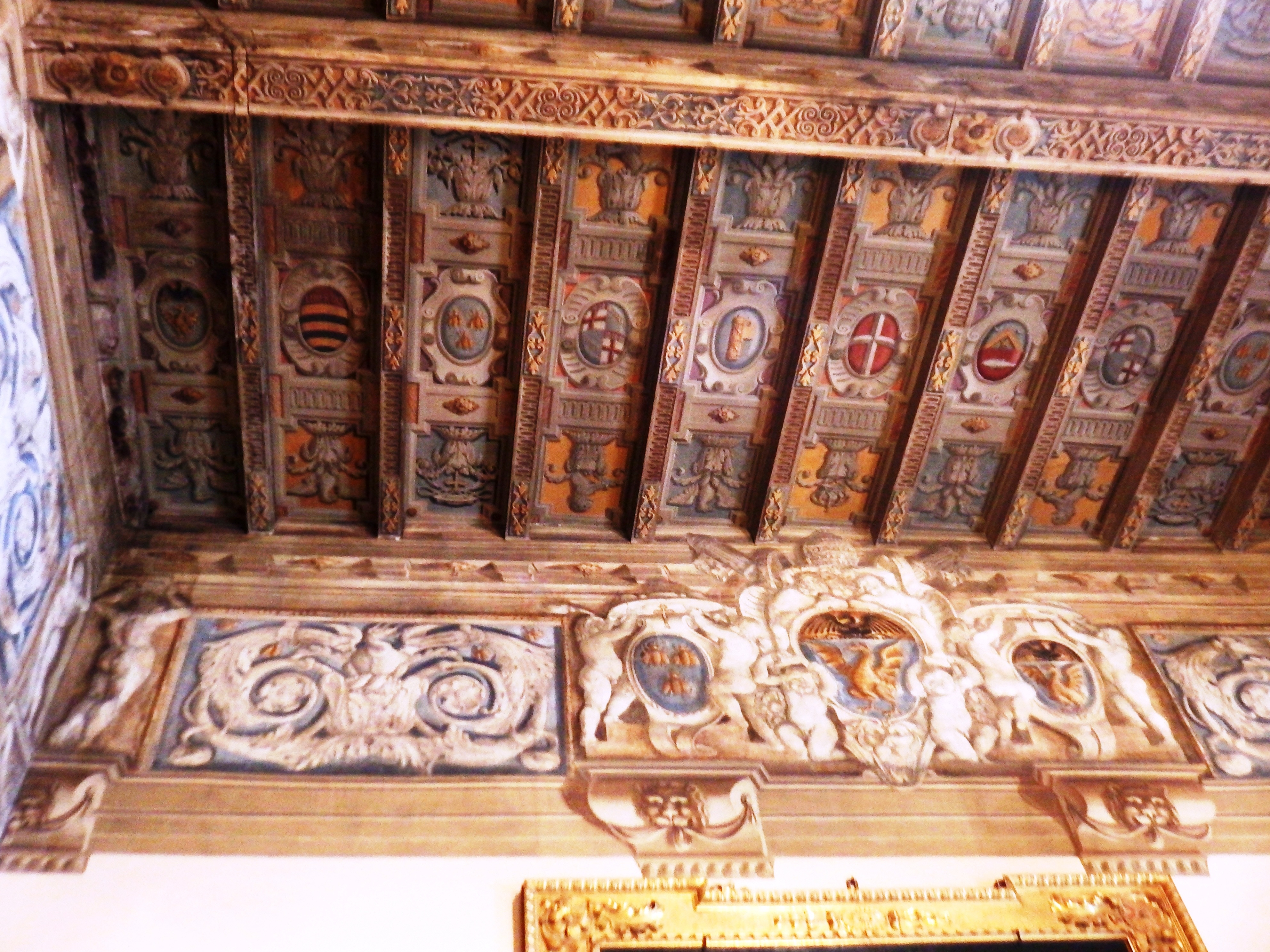
Interieur, detail plafond
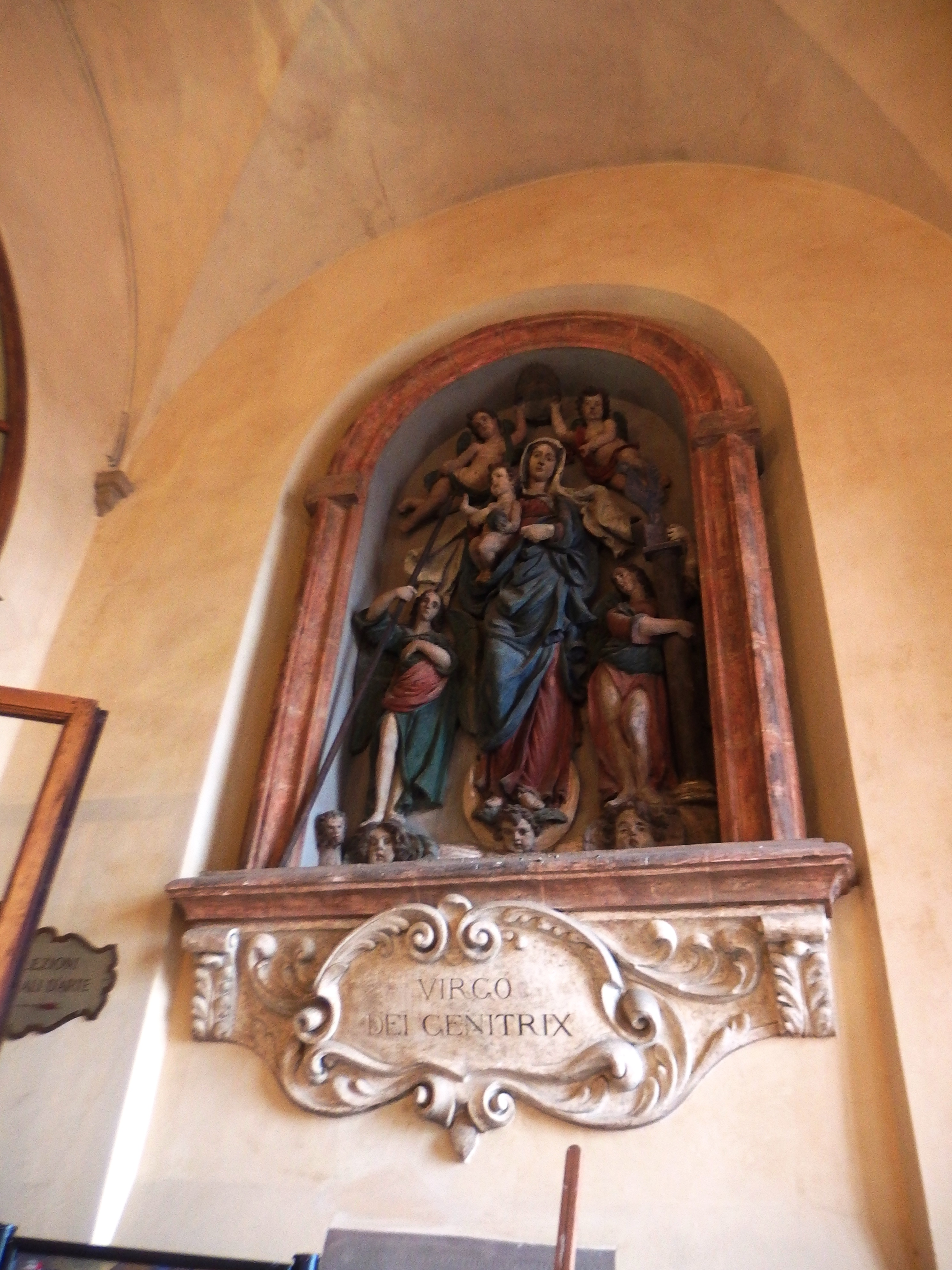
Virgo dei genitrix
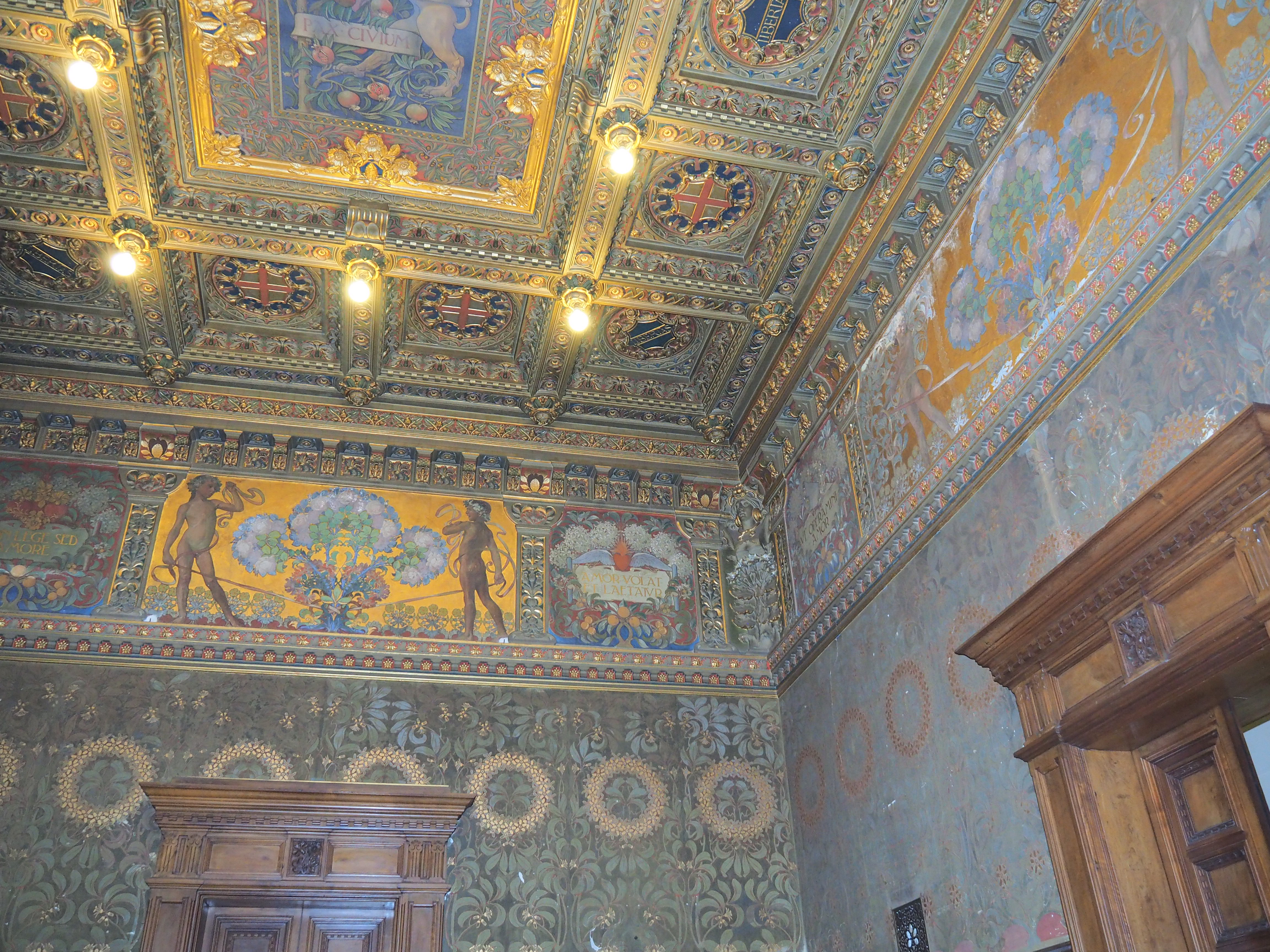
Sala verde
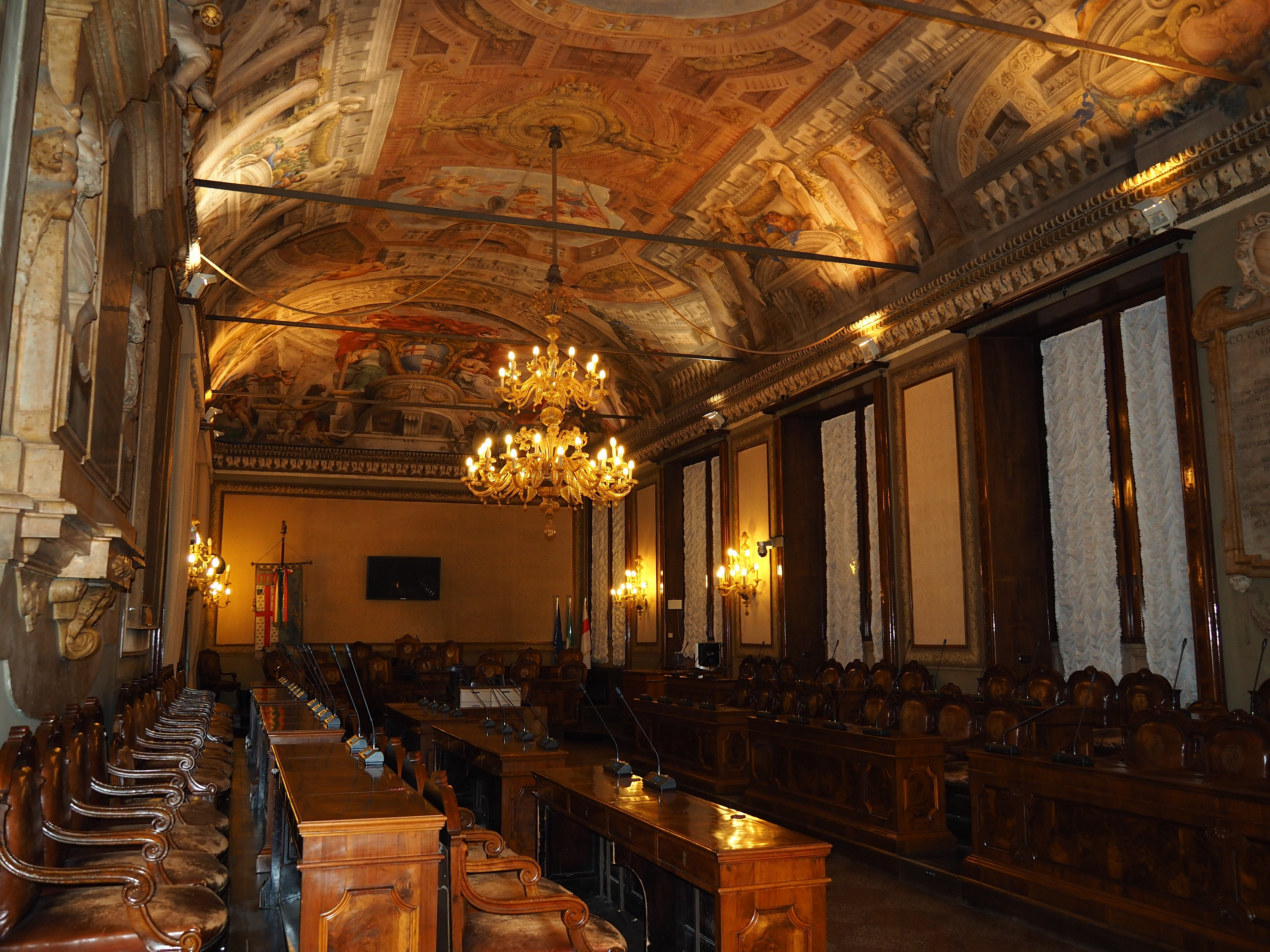
Interieur Sala del Consiglio
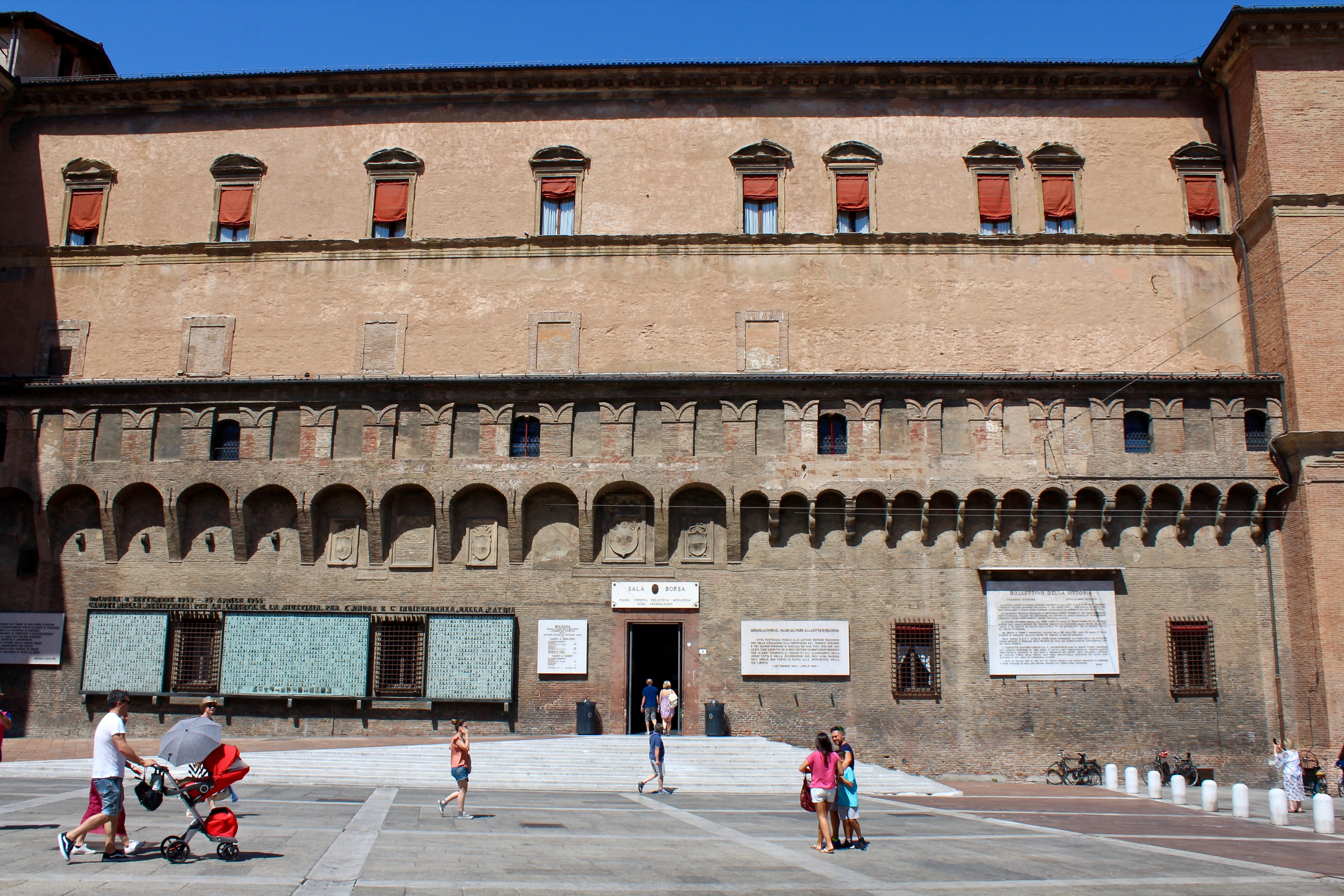
Toegang tot de Biblioteca Sala Borsa
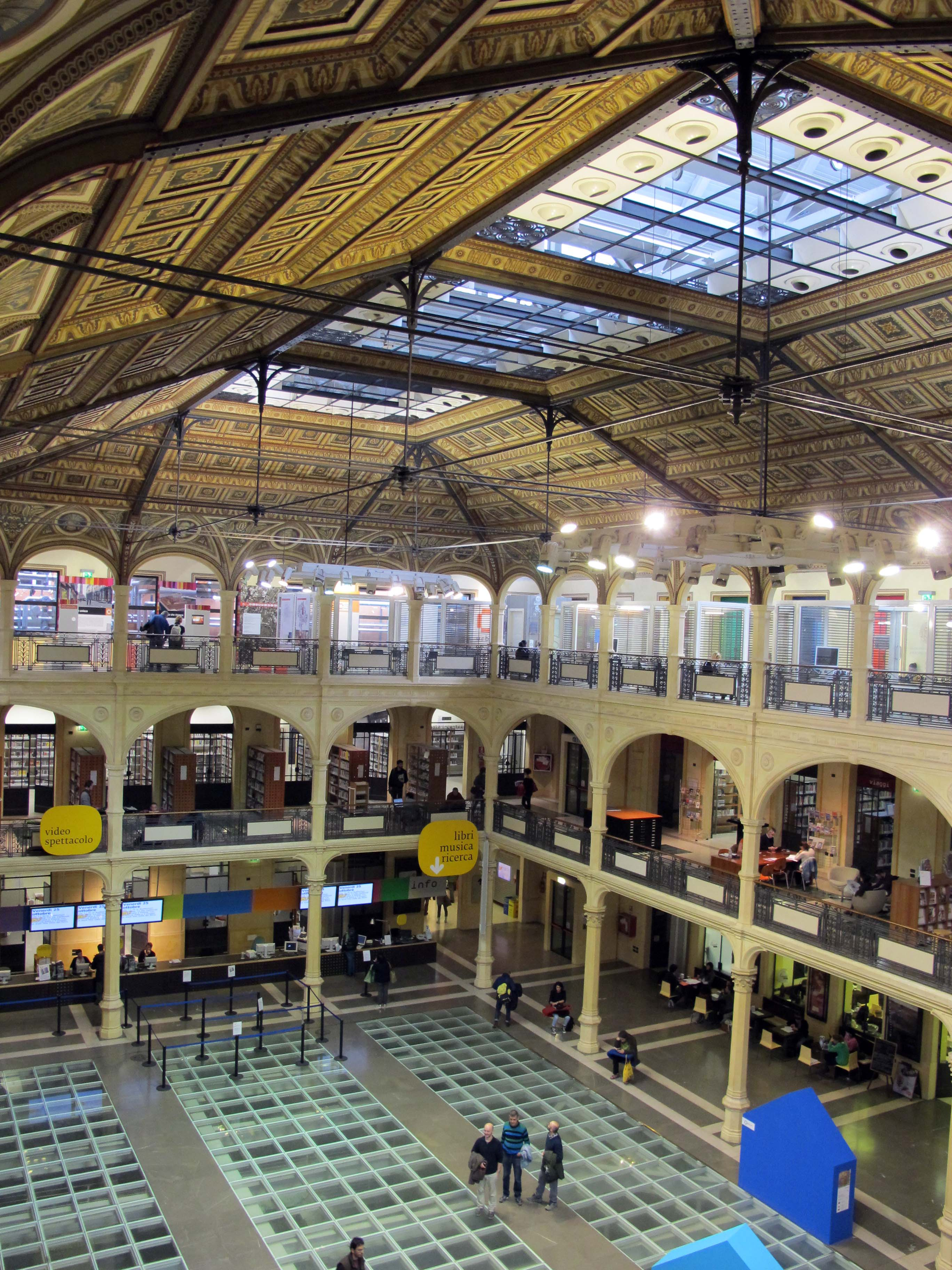
Sala Borsa
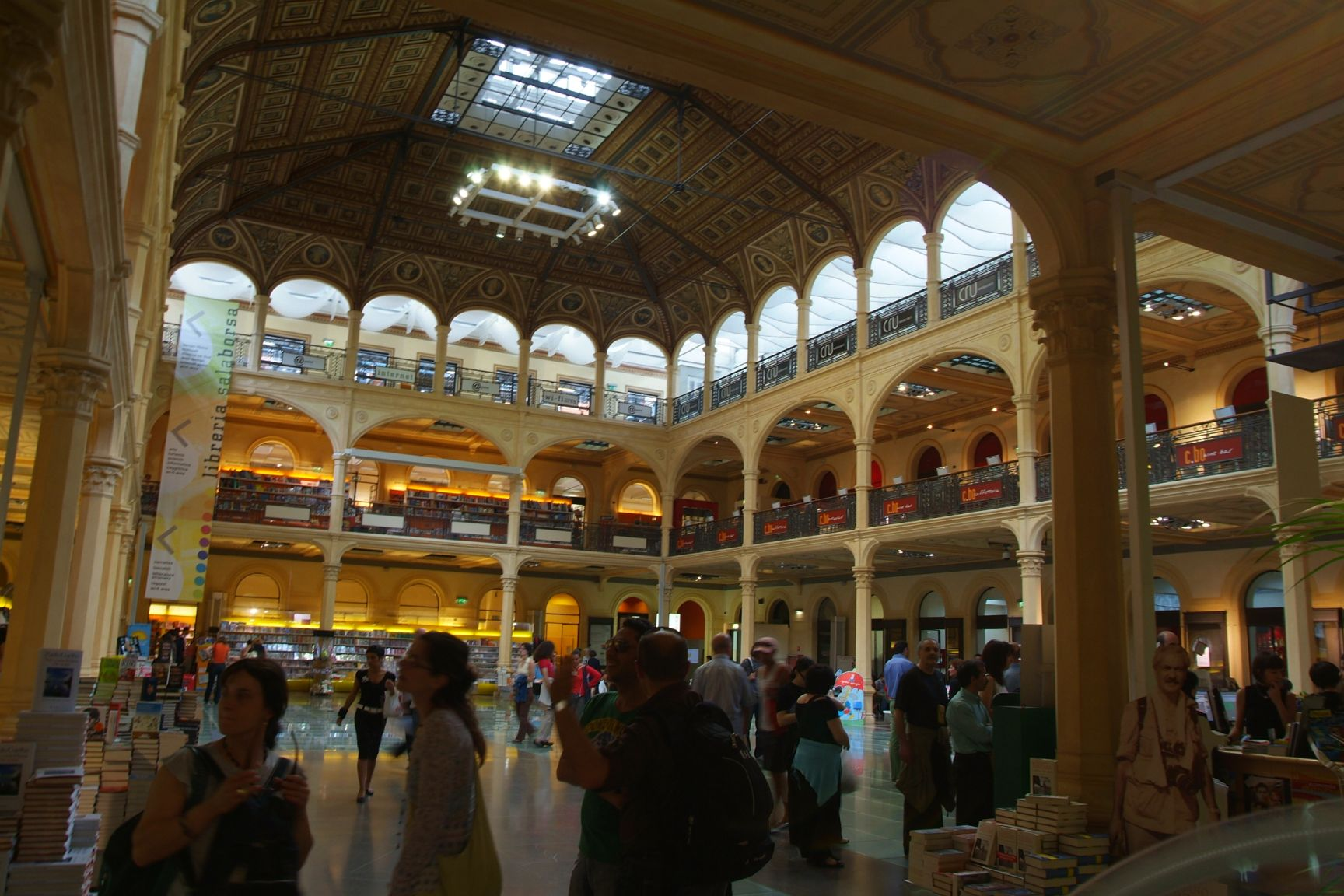
Sala Borsa, interieur
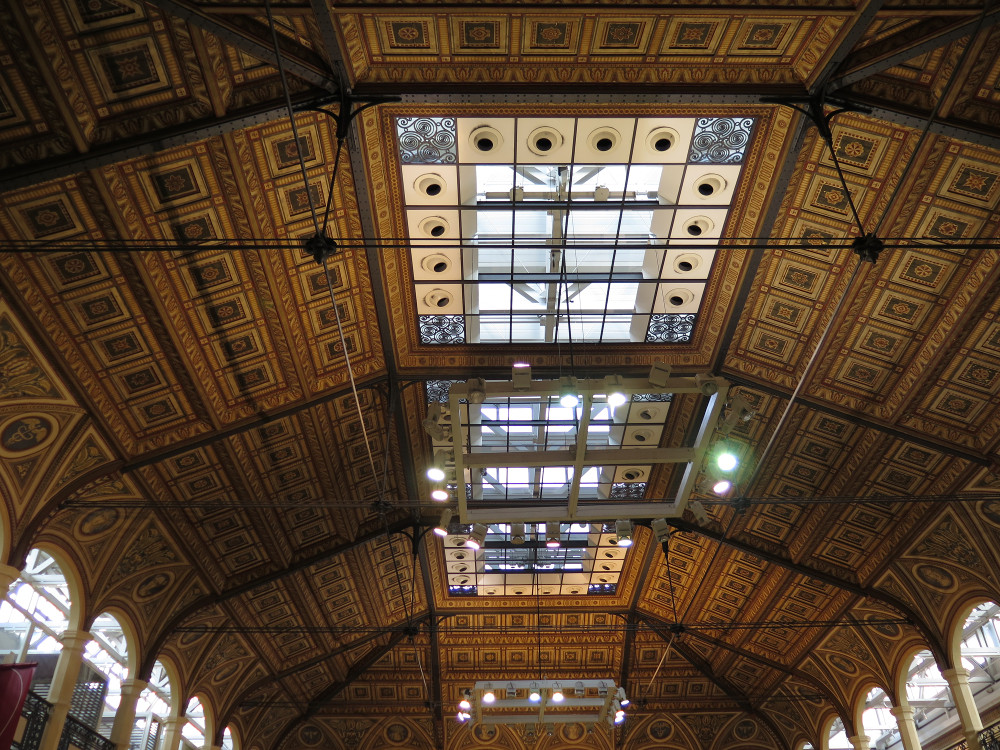
Sala Borsa, dak